# 巴尔德林根
巴尔德林根是德国莱茵兰-普法尔茨州的一个市镇。总面积1.76平方公里，总人口261人，其中男性131人，女性130人（2011年12月31日），人口密度148人/平方公里。